# Kay Behrensmeyer
Anna Katherine "Kay" Behrensmeyer és una tafonomista i paleoecòloga. És pionera en l'estudi dels registres fòssils dels ecosistemes terrestres i participa en investigacions geològiques i paleontològiques sobre el context ecològic de l'evolució humana a l'Àfrica oriental. És comissària de paleontologia de vertebrats al departament de paleobiologia del Smithsonian Institution National Museum of Natural History (NMNH). Al museu, és codirectora del programa Evolució dels ecosistemes terrestres i associada del Programa Orígens Humans.

## Educació i carrera professional
Behrensmeyer va obtenir la seva llicenciatura a la Universitat de Washington a St. Louis.
El 1968, Behrensmeyer va fer una investigació detallada de Lothagam, una formació paleontològica kenyana que data del final del Miocè i del Pliocè anterior. Dins de la successió, va identificar sis unitats litoestratigràfiques. Posteriorment, va elaborar un gràfic dels 400 exemplars fòssils recollits el 1967 i va publicar una llista faunística per al Lothagam el 1976.
Mentre era estudiant de postgrau a Harvard el 1969, Behrensmeyer va ser convidada pel paleoantropòleg Richard Leakey per ser geòleg del seu equip i mapar els jaciments de fòssils a Koobi Fora, a Kenya. Va descobrir un cúmul d'eines de pedra que erosionaven d'un tuf volcànic, una capa de cendra d'una antiga erupció que omplia un petit paleocanal. El lloc es va nomenar en honor seu i la capa es va anomenar Kay Behrensmeyer Site Tuff o KBS Tuff. Les eines eren similars a les descobertes per Mary Leakey a l'Olduvai Gorge. Les datacions radiomètriques de l'equip van indicar que els fòssils tenien 2,6 milions d'anys. La datació del lloc va ser controvertida, ja que contradeia altres proves paleobiològiques. Una investigació independent posterior va revisar la data a 1,9 milions d'anys.
Behrensmeyer va rebre el seu doctorat en paleontologia i sedimentologia de vertebrats del Departament de Ciències Geològiques de la Universitat de Harvard el 1973. La seva dissertació, publicada el 1975, va demostrar que la composició de les faunes de vertebrats fòssils de Turkana Oriental, Kenya, variava segons l'entorn sedimentari (canal, plana inundable, marge del llac), i això proporciona nova informació sobre la tafononomia i paleoecologia dels hominins, Sediments plio-pleistocens. Va ocupar càrrecs postdoctorals a la UC Berkeley i a Yale i va ensenyar a la Terra Science Board de la UC Santa Cruz abans de començar la seva carrera a la Smithsonian Institution el 1981. Des del 1986 dirigeix investigacions sobre el context geològic d'Olorgesailie.
Des del 1987, Behrensmeyer és codirectora del Programa Evolució dels Ecosistemes Terrestres del Museu Nacional d'Història Natural. Del 1993 al 1996, va exercir de directora interina de ciències a NMNH. Ha estat editora associada de les revistes Paleobiology, PALAIOS i Palaeoclimates. Del 1985 al 1987, va formar part del consell d'editors associats del Journal of Human Evolution. També és professora adjunta a la Universitat d'Arizona i la Universitat George Washington.
A part de la investigació de Behrensmeyer sobre la paleoecologia i la tafonomia dels jaciments portadors d'homínids a la conca d'Olorgesailie, la conca de Baringo i la Turkana oriental, ha realitzat un estudi a llarg termini de la tafononomia de les restes modernes de vertebrats al Parc Nacional Amboseli de Kenya a partir de 1975, a col·laboració amb l'ecologista David Western. L'estudi inclou un cens d'animals vius i cadàvers cada cinc a deu anys. L'estudi suggereix que es poden utilitzar conjunts d' animals fòssils en entorns tropicals per fer inferències sobre hàbitats antics quan es tenen en compte els biaixos tahomòmics postdeposicionals. Els seus altres projectes inclouen exploració i anàlisi de camp de la taponomia i paleoecologia dels vertebrats del Triàsic Superior-Juràsic inferior a Arizona i la investigació paleoecològica a la seqüència Siwalik del Miocè Pakistan. Behrensmeyer també està compilant una col·lecció de referència tafonòmica d'ossos i fòssils al Museu Nacional d'Història Natural.
Va ser nomenada una de les "50 dones científiques més importants" per la revista Discover el 2002.

## Premis i distincions
- 2016: Medalla Raymond C. Moore de la Society for Sedimentary Geology[12]
- 2018: Medalla Romer-Simpson de la Societat de Paleontologia de Vertebrats[13]
- 2018: Medalla de la Societat Paleontològica[14]
- 2019: premi GK Warren[15]
- 2020: membre electe de l'Acadèmia Nacional de Ciències[16]

## Publicacions
Behrensmeyer ha publicat més de 130 articles científics.
- Behrensmeyer, A. K. (1970) "Preliminary geological interpretation of a new hominid site in the Lake Rudolf Basin." Nature 226 (5242):225–226.
- Isaac, G., Leakey, R., Behrensmeyer, A. (1971) "Archeological traces of early hominid activities east of Lake Rudolf, Kenya." Science 173:1129–1134.
- Behrensmeyer, A. K. (1975) "The Taphonomy and Paleoecology of Plio-Pleistocene Vertebrate Assemblages East of Lake Rudolf, Kenya." Bulletin MCZ 145 (10):473–574. (Ph.D. Dissertation)
- Behrensmeyer, A. K. (1978) "The habitat of Plio-Pleistocene hominids in East Africa: taphonomic and microstratigraphic guidance." In: C. Jolly (ed.), Early Hominids of Africa (Duckworth: London), pp. 165–189.
- Behrensmeyer, A. K., Hill A. (Editors). (1980) Fossils in the Making: Vertebrate Paleoecology and Taphonomy (Chicago: University of Chicago Press). 338 pp.
- Behrensmeyer, A. K., Laporte, L.F. (1981) "Footprints of a Pleistocene Hominid in Northern Kenya." Nature 289: 167–169.
- Behrensmeyer, A. K. (1985) "Taphonomy and the paleoecologic reconstruction of hominid habitats in the Koobi Fora Formation." In: Coppens, Y., Ed., L'environment des hominides au Plio-Pleistocene. (Paris: Foundation Singer-Polignac). pp. 309–324.
- Behrensmeyer, A. K., Gordon, K. D., Yanagi, G. T. (1986) "Trampling as a cause of bone surface damage and pseudo-cutmarks." Nature 319:768–771.
- Behrensmeyer, A. K. (1991) "Terrestrial Vertebrate Accumulations." pp. 291–335 in Allison, P. and Briggs, D. E. G. Taphonomy: Releasing the Data Locked in the Fossil Record. New York: Plenum.
- Behrensmeyer, A. K. Hook, R.W. (1992) "Paleoenvironmental contexts and taphonomic modes in the terrestrial fossil record." In: Behrensmeyer, A. K., Damuth, J. D., DiMichele, W. A., Potts, R., Sues, H.-D., Wing, S.L. Terrestrial Ecosystems Through Time, pp. 15–136. (Chicago: University of Chicago Press).
- Behrensmeyer, A. K., Potts, R., Plummer, T., Tauxe, L., Opdyke, N., Jorstad, T. (1995) "Stratigraphy, chronology, and paleoenvironments of the Pleistocene locality of Kanjera, western Kenya." Journal of Human Evolution 29: 247–274.
- Isaac, G. L., Behrensmeyer, A. K. (1997) "Chapter 2: Geological Context and Paleoenvironments." pp. 12–53. In: Koobi Fora Research Project Volume 5: Plio-Pleistocene Archaeology. Glynn L. Isaac and B. Isaac, Eds. Oxford: Clarendon Press. 556 pp.
- Behrensmeyer, A. K., Todd, N.E., Potts, R., McBrinn, G.E. (1997) "Late Pliocene faunal turnover in the Turkana Basin, Kenya and Ethiopia." Science 278:1589–1594.
- Potts, R., Behrensmeyer, A.K., Ditchfield, P. (1999) "Paleolandscape variation and early Pleistocene hominid activities: Members 1 and 7, Olorgesailie Formation." Journal of Human Evolution 37:747–788.
- Behrensmeyer, A. K., Potts, R., Deino, A., Ditchfield, P. (2002) "Olorgesailie, Kenya: A million years in the life of a rift basin." Sedimentation in Continental Rifts, Renaut, R.W. and Ashley, G.M, Eds.) SEPM Special Publication 73: 97–106.
- Bobe, René, Behrensmeyer, A.K. (2004) "The expansion of grassland ecosystems in Africa in relation to mammalian evolution and the origin of the genus Homo." Palaeogeography, Palaeoclimatology, Palaeoecology 207: 399–420.
- Potts, R., Behrensmeyer, A.K., Deino, A., Ditchfield, P., Clark, J. (2004) "Small mid-Pleistocene hominin associated with East African Acheulean technology." Science 305: 75–78.
- Behrensmeyer, A. K. (2006) "Climate change and human evolution." Science 311:476–478.
- Behrensmeyer, A. K. (2008) "Paleoenvironmental context of the Pliocene A.L. 333 “First Family” Hominin Locality, Denen Dora Member, Hadar Formation, Ethiopia." GSA Special Paper 446: The Geology of Early Humans in the Horn of Africa, edited by Jay Quade and Jonathan Wynn, pp. 203–214.
- Western, D., Behrensmeyer, A.K. (2009) "Bones track community structure over four decades of ecological change." Science 324: 1061–1064.